# Jay Youngblood (wrestler)
Jay Youngblood, pseudonimo di Steven Nicolas Romero (Fontana, 21 giugno 1955 – Parkville, 2 settembre 1985), è stato un wrestler statunitense.
Lottò nella Jim Crockett Promotions in coppia con Ricky Steamboat. In aggiunta, lavorò anche nelle compagnie Championship Wrestling from Florida, Pacific Northwest Wrestling, NWA All-Star Wrestling ed American Wrestling Association.

## Vita privata
Romero era figlio del wrestler Ricky Romero, e il fratello dei lottatori Chris e Mark Youngblood. All'epoca del decesso era sposato e aveva un figlio di nome Daniel e una figlia di nome Ricca.

### Morte
Durante una tournée di wrestling, Youngblood cominciò ad avere forti dolori addominali e si recò all'ospedale per farsi visitare. Gli venne diagnosticata una pancreatite emorragica. Iniziò a sviluppare sepsi addominale e insufficienza renale prima di subire una serie di attacchi cardiaci. Rimase in coma per due settimane prima di morire il 2 settembre 1985 a Parkville, Victoria, Australia, all'età di 30 anni.

## Titoli e riconoscimenti
- All Japan Pro Wrestling

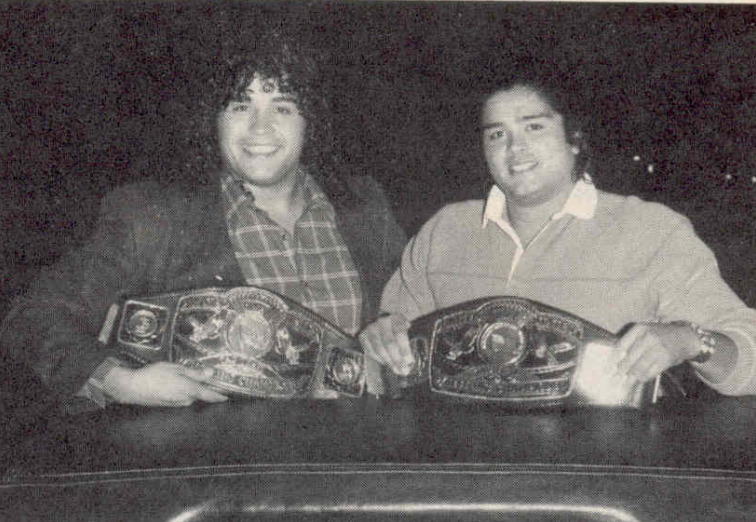
Jay (destra) e Mark (sinistra) come campioni NWA United States Tag Team, 1985 circa

  - World's Strongest Tag Determination League New Wave Award (1982) – con Ricky Steamboat[4]
- Cauliflower Alley Club
  - Family Wrestling Award (2015) – con Ricky Romero, Mark Youngblood e Chris Youngblood[5]
- Championship Wrestling from Florida
  - NWA United States Tag Team Championship (Florida version) (2) – con Mark Youngblood[6]
- Maple Leaf Wrestling
  - NWA Canadian Television Championship (1)
- Mid-Atlantic Championship Wrestling
  - NWA Mid-Atlantic Tag Team Championship (3) – con Porkchop Cash (1), Johnny Weaver (1) e Ricky Steamboat (1)[7]
  - NWA World Tag Team Championship (Mid-Atlantic version) (5) - con Ricky Steamboat
- NWA All-Star Wrestling
  - NWA Canadian Tag Team Championship (Vancouver version) (1) – con Joe Ventura[8]
  - NWA Pacific Coast Heavyweight Championship (Vancouver version) (1)[9]
- Pacific Northwest Wrestling
  - NWA Pacific Northwest Heavyweight Championship (4)[10]
  - NWA Pacific Northwest Tag Team Championship (1) – con Joe Lightfoot[11]
  - Salem City Tournament (1981)[12]
- Pro Wrestling Illustrated
  - 308º tra i migliori 500 wrestler singoli nei "PWI Years" del 2003[13]
  - 19º (con Ricky Steamboat) tra i migliori 100 tag team nei "PWI Years" del 2003[14]
- Western States Sports
  - NWA Western States Tag Team Championship (1) - con Ricky Romero[15]
- Wrestling Observer Newsletter
  - Tag Team of the Year (1983) con Ricky Steamboat[16]